# (6668) 1994 GY8
A (6668) 1994 GY8 a Naprendszer kisbolygóövében található aszteroida. Ueda Szeidzsi és Kaneda Hirosi fedezte fel 1994. április 11-én.